# Coșteiu
Coșteiu (in ungherese Nagykastély, in tedesco Großkostil) è un comune della Romania di 3714 abitanti, ubicato nel distretto di Timiș, nella regione storica del Banato. 
Il comune è formato dall'unione di 5 villaggi: Coșteiu, Hezeriș, Păru, Țipari, Valea Lungă Română.